# In silico
In silico e термин, означаващ компютърна симулация (моделиране) на експеримент, най-често биологичен. Фразата е създадена като аналог на фразите in vivo (в жив организъм) и in vitro (в епруветка), които често се използват в биологията. Това не е латинска фраза, но се използва поради близостта си с латинската фраза in silicio, означаваща „в силиций“, тъй като силицият е основен полупроводников материал при производството на компютърни елементи.

## Етимология
Изразът in silico се използва за пръв път през 1989 г. на семинара „Cellular Automata: Theory and Applications“ в Лос Аламос, Ню Мексико. Педро Мирамонтес (Pedro Miramontes), математик от Националния автономен мексикански университет представя доклада „DNA and RNA Physicochemical Constraints, Cellular Automata and Molecular Evolution“. В своя доклад Мирамонтес използва израза „in silico“, за да означи биологични експерименти, изцяло извършени на компютър. По-късно тази работа ляга в основата на неговата дисертация.
Фразата in silico е използвана в статии, написани в подкрепа на създаването на програми за изследване на бактериалните геноми от Комисията на Европейския съюз. Първата научна статия, в която е използван този израз, е написана от френски изследователи. Първото споменаване в книга е направено от Ханс Б. Зибург (1990) в главата, базирана на доклад, изнесен на лятното училище по Сложни системи в „Института Санта Фе“ (SFI).
От 1998 г. се издава специално списание „In silico Biology“.